# AE Aquarii
AE Aquarii (AE Aqr / HIP 101991 / GCRV 71273) es una estrella variable en la constelación de Acuario situada a 332 años luz del sistema solar. Es una estrella binaria interactuante, en donde existe transferencia de masa entre las dos componentes, una enana blanca y una estrella naranja; gas procedente de esta última cae en espiral hacia la enana blanca y se calienta, produciendo una emisión de rayos X blandos. Como consecuencia, AE Aquarii es una variable cataclísmica que experimenta cambios impredecibles en su brillo, que varía entre magnitud aparente +10,40 y +12,56. El período orbital del sistema es de 9,89 horas.
En 2005 y 2006, observaciones llevadas a cabo con el satélite Suzaku dieron a conocer que la enana blanca de AE Aquarii emite pulsos de rayos X duros a medida que gira sobre su propio eje; estos pulsos coinciden con su período de rotación de 33 segundos. 
Este comportamiento es similar al del Pulsar del Cangrejo y el mecanismo que da origen a los pulsos proviene del fuerte campo magnético de la estrella compacta. Algunas enanas blancas como AE Aquarii giran muy rápidamente y tienen campos magnéticos millones de veces más fuertes que el de la Tierra. Se piensa que estos campos magnéticos capturan partículas cargadas que luego envían al espacio a velocidades cercanas a la de la luz. Cuando las partículas interactúan con el campo magnético, irradian rayos X.
AE Aquarii constituye el primer caso en donde una enana blanca se comporta como un púlsar.
Dado que los púlsares son conocidos como fuentes de rayos cósmicos, el peculiar comportamiento de AE Aquarii sugiere que las enanas blancas pueden contribuir en gran medida a la creación de rayos cósmicos de baja energía en nuestra galaxia.